# Argelès-sur-Mer
Argelès-sur-Mer (em catalão:  Argelers ou Argelers de la Marenda) é uma comuna francesa na região administrativa da Occitânia, no departamento dos Pirenéus Orientais. Estende-se por uma área de 58.67 km², com 10.366 habitantes, segundo o censo de 2018, com uma densidade de 180 hab/km².